# Distrito industrial

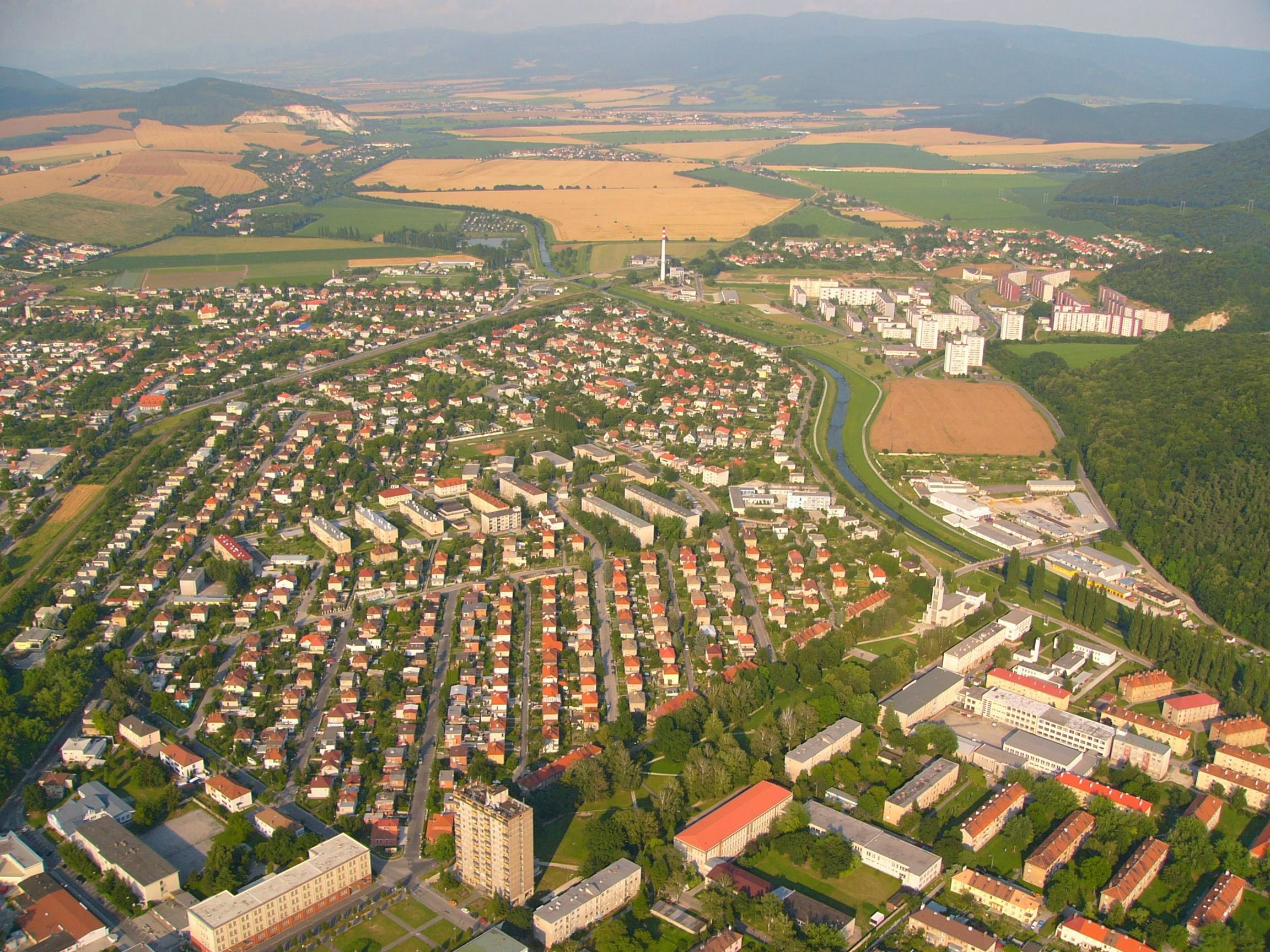
Partizánske en Eslovaquia – es un ejemplo de una ciudad industrial prevista típica fundada en 1938 junto con una fábrica de manufactura de calzado en la que prácticamente todos habitantes adultos de la ciudad estuvieron empleados.

El término distrito industrial era inicialmente utilizado para describir una área donde trabajadores de la industria pesada (navieras, minas de carbón, acero, cerámica, etc.) vivían. La distancia entre las fábricas y las viviendas podía ser recorrida a pie.
En Inglaterra, tales áreas eran normalmente caracterizadas por calles de bloque de viviendas adosadas de estilo victoriano, a menudo con gigantescas estructuras industriales sobre las casas. En Inglaterra quedan muy pocos los distritos industriales en la actualidad, sobreviviendo algunos en sitios como Stoke-on-Trent y unas cuantas ciudades mineras donde las fosas han evadido las clausuras del 1980s.  Muchos de esos distritos eran notables por poseer una fuerte cultura de niños criados en la calle.

## Historia del término

Distrito industrial de Perm

El plazo estuvo utilizado por Alfred Marshall en sus Principios de Economía (1890, 1922).  Marshall comenta sobre un.... "distrito industrial densamente poblado".
El término era también utilizado en lucha política. El 1917 un manual del IWW establece:-
"Con el porpósito de que cada distrito industrial tenga una completa solidaridad industrial entre los trabajadores en todas las industrias así como entre los trabajadores de cada uno, es formado un CONSEJO DEL DISTRITO INDUSTRIAL..."
El término también aparece en literatura inglesa.  Por ejemplo, en una cuento de 1920 escrito por D. H. Lawrence,  Usted me tocó (seudónimo 'Hadrian'):-
"Matilda y Emmie era ya sirvientas viejas. En un distrito industrial minucioso, no es fácil para las chicas quiénes tienen expectativas por encima del comunes encontrar maridos. La fea ciudad industrial estaba llena de hombres, hombres jóvenes listos para casarse. Pero eran todo mineros o tenían manos toscas, meros obreros."

## Evolución reciente del uso del término
Dentro del estudio de economía, el término ha evolucionado y ahora implica las maneras en que la especialización económica surge a través de economías de aglomeración en una industria particular de la zona urbana. Desde los 1980s, el término ha tomado connotación como un elemento importante de desarrollo industrial dinámico en Italia Central y Nororiental, donde después de la Segunda Guerra Mundial economías de aglomeraciones de pequeñas y medianas empresas (pymes) experimentaran un crecimiento fuerte. Los distritos industriales en Italia Central y Nororiental tienen una ubicación coherente y un perfil de especialización estrecho, p. ej. Prato en tejido de lana, Sassuolo en azulejos cerámicos o Brenta en calzado para damas.
El éxito de los distritos italianos basados en pymes era uno de los muchos factores que motivó la creación de organizaciones mundiales de desarrollo económico a que promovieran la creación de economías de glomeración como una opción para estimular el crecimiento y la creación de empleo. Más recientemente, los distritos industriales italianos han sido vinculados al pobre desempeño del crecimiento económico italiano.